# 中国人民解放军军人保障卡

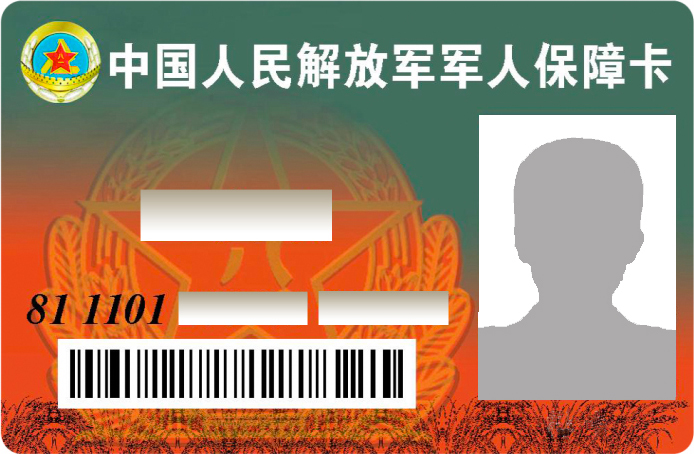
中国人民解放军军人保障卡Ⅰ型卡

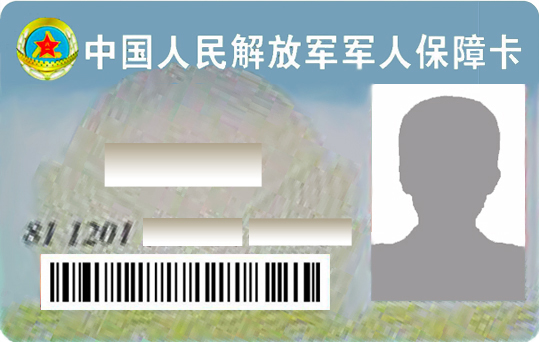
中国人民解放军军人保障卡Ⅱ型卡

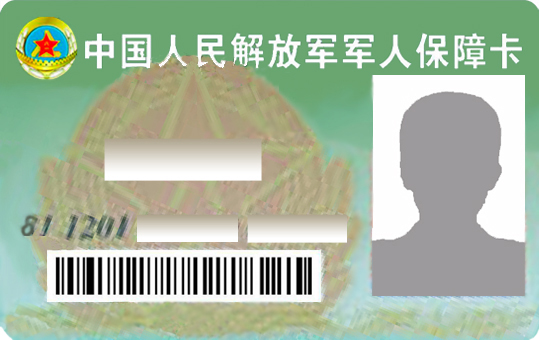
中国人民解放军军人保障卡Ⅲ型卡

中国人民解放军军人保障卡是中国人民解放军可在全国范围内使用的综合信息卡。

## 简介
2001年，北京军区开始在联勤某分部进行保障卡试点，2008年在北京军区全面展开了军人保障卡扩试。
2010年6月1日，胡锦涛和中央军委批准了中国人民解放军总后勤部《关于在全军推广军人保障卡的意见》，标志着中国人民解放军军人保障卡推广工作正式启动。2011年1月1日起，中国人民解放军在全军正式推行军人保障卡。
中国人民解放军军人保障卡集合了医疗卡、工资卡、被装卡等保障功能，内部储存有持卡人姓名、性别、出生日期、血型、工作单位、军衔、职务等信息。为确保安全信息不会外泄，军人保障卡设有密钥。军人保障卡由芯片、天线、磁条、卡基四部分构成。
中国人民解放军军人保障卡分为Ⅰ型卡、Ⅱ型卡、Ⅲ型卡。
- Ⅰ型卡：现役军官、文职干部、生长干部学员、士官、培养士官学员、军队管理的离退休干部和士官、在编职工发放Ⅰ型卡，具备军队后勤管理、后勤保障、银行卡功能。[1]
- Ⅱ型卡：义务兵发放Ⅱ型卡，具备军队后勤管理、后勤保障功能。[1]
- Ⅲ型卡：享受军队优惠医疗的家属和其他在军内就医的职工发放Ⅲ型卡，具备在军队医疗机构持卡就医的功能。[1]